# Rim Tim Tagi Dim
Singles de Baby Lasagna
Don't Hate Yourself, But Don't Love Yourself too Much
(2023)
Chansons représentant la Croatie au Concours Eurovision de la chanson
Mama ŠČ! de Let 3
(2023)
Rim Tim Tagi Dim est une chanson de l'auteur-compositeur-interprète et producteur croate Baby Lasagna. Elle  a été sélectionnée pour représenter la Croatie au Concours Eurovision de la chanson 2024.

## Contexte et composition
La chanson est écrite et composée par Baby Lasagna lui-même. La chanson est publiée le 12 janvier 2024 par Virgin Music Group et est le troisième single de Demons and Mosquitoes, le premier album solo du chanteur.
La chanson mélange différents styles de musique comme de la techno, du heavy metal, de la pop et de trap,et dans des interviews, l'artiste raconte qu'il a écrit la chanson lui-même dans sa chambre après avoir été inspiré par une offre d'emploi qu'il a reçu pour un poste sur un bateau de croisière, offre qu'il a refusé. La chanson en elle-même raconte l'histoire d'un jeune homme du milieu rural qui quitte son village pour une vie meilleure dans un pays étranger, mais qui bien qu'excité est toujours rongé par l'anxiété du déménagement ,. Le titre de la chanson Rim Tim Tagi Dim est le nom d'une danse folklorique du village natal du personnage. Dans des interviews, Baby Lasagna déclare que la chanson est un « approche humoristique et légère » de la question des jeunes adultes quittant la Croatie pour s'installer à l'étranger.
Initialement la chanson devait être une chanson de remplissage premier album, Demons and Mosquitoes, mais réalisant le potentiel de la chanson, il décide de l'inscrire à Dora 2024. La chanson est officiellement annoncée comme chanson de réserve du Dora 2024 le 2 janvier 2024.

## Dora 2024
Le diffuseur croate, Hrvatska radiotelevizija (HRT) annonce la reconduction du concours Dora, comme moyen de sélection du représentant de la Croatie à l'Eurovision 2024. Cette édition 2024 comprend deux demi-finales (12 chansons par demi-finale) et d'une grande finale durant laquelle le gagnant est sélectionné par la une combinaison 50/50 des votes du public et d'un jury composé de jurys internationaux et locaux croates.
Le 2 janvier 2024, Baby Lasagna est annoncé en tant que candidat de réserve en cas de désistement de l'un des candidats de la liste principale. Le lendemain, la chanteuse Zsa Zsa se désiste du concours et Baby Lasagna prend sa place dans la compétition. Sa chanson Rim Tim Tagi Dim est tirée au sort pour se produire en septième position lors de la deuxième demi-finale, qui se déroule le 23 février. Lors de celle-ci, sa performance comporte des éléments folkloriques, comme la tenue à manches amples blanches que porte Baby Lasagna et qui s'inspire du costume national croate. La performance est comparée à celle de Käärijä lors de l'Eurovision 2023 et il réussit à se qualfiier pour la finale durant laquelle il se produit en 14e position. Rim Tim Tagi Dim remportera finalement le sélection le 25 février 2024, gagnant à la fois le jury et le vote télévisé avec un total combiné de 321 points, soit 239 de plus que Vinko et sa chanson Lying, arrivés en seconde position. La chanson est ainsi sélectionnée pour représenter la Croatie au Concours Eurovision de la chanson 2024.

## À l'Eurovision
À l'Eurovision, la Croatie se produit lors de la première moitié de la première demi-finale le 7 mai 2024. Elle se qualifie à la finale du 11 mai 2024.
Lors de la finale, la chanson termine en 2ème position avec 547 points derrière les 591 points de la Suisse. Rim Tim Tagi Dim termine également 1er des votes du public avec 337 points.

## Accusations de plagiat
Le titre fait l'objet d'accusations de plagiat par plusieurs fans du concours,. En effet, le refrain de Rim Tim Tagi Dim présenterait des similitudes avec celui de la chanson Party In My Headdu groupe de metal suédois Pain. D'autres dénoncent une ressemblance au niveau du riff de la musique, cette fois-ci avec un titre electro du compositeur Adrian De La Vega : Espectro (Demo).